# Львович-Кострица, Аполлон Игнатьевич
Аполлон(-Иосиф) Игнатьевич Львович-Кострица (1833—?) — русский архитектор, гражданский инженер. Симбирский и новгородский губернский инженер.

## Биография
В 1847 году поступил в Петербургское строительное училище, которое окончил в 1854 году по первому разряду. По окончании обучения был назначен архитектором для производства работ в киевскую строительную и дорожную комиссию. Позднее занял должность симбирского губернского архитектора, а с 1876 года — губернского инженера. В 1882 году переведён на должность новгородского губернского инженера. В 1895 году уволен от службы, согласно прошению, по болезни.
Имел награды: орден Святого Станислава 2-й степени (1873). Статский советник.

## Проекты и постройки
- Здание учебных мастерских Симбирской чувашской школы. Ульяновск, улица Воробьева, 8 (1879; перестроено)[7];
- Новгородский музей древностей. Новгород, Кремль (1889–1892, руководство строительством по проекту В. М. Елкашева)[8].